# Двойнос Григорій Митрофанович
Григорій Митрофанович Двойно́с (нар. 13 січня 1935, Долинське — 1 січня 2008, Київ) — український зоолог, паразитолог, фахівець з нематод та інфузорій, що паразитують у коневих, доктор біологічних наук (1993), лауреат премії імені І. І. Шмальгаузена НАН України (1998). Автор понад 100 наукових праць, зокрема 3 монографій. Описав кілька нових для науки видів нематод.

## Життєпис
Народився 13 січня 1935 року в селі Долинське (в ті роки Марієнталь) Сосницького району Чернігівської області, де жила його бабуся по матері, і куди його мати з двома дітьми переїхала з Києва під час війни. Після звільнення Києва сім’я повернулася до міста. У 1952 році закінчив середню школу № 95 (нині приватний ліцей «Гранд», вулиця Жилянська) і вступив на ветеринарний факультет Української сільськогосподарської академії (зараз Національний університет біоресурсів і природокористування України).
У 1957 році закінчив ветеринарний факультет Української сільськогосподарської академії, отримавши диплом ветеринарного лікаря, і влаштувався на роботу в Інститут епідеміології у Києві. У 1968 році перейшов на роботу в Інститут зоології у Києві. 1972 року захистив кандидатську дисертацію на тему «Гельмінти і гельмінтози коней — продуцентів імунних сироваток (матеріали до фауни, систематики і біології стронгілят коней)» (наукові керівники О. П. Маркевич і О. С. Коротич).
У 1993 році у Всеросійському інституті гельмінтології ім. К. І. Скрябіна (Москва) він захистив докторську дисертацію за спеціальністю «паразитологія» на тему «Стронгіліди домашніх та диких коней».

## Описані види
- Skrjabinodentus tshoijoi Dvojnos & Kharchenko, 1986
- Coronocyclus ulambajari Dvojnos, Kharchenko & Lichtenfels, 1994
- Triodontophorus burchelli Krecek, Kharchenko, Dvojnos, Malan, & Krecek, 1997
- Triodontophorus hartmannae Krecek, Kharchenko, Dvojnos, Malan, & Krecek, 1997